# Rzeczków (powiat tomaszowski)
Rzeczków – wieś w Polsce położona w województwie łódzkim, w powiecie tomaszowskim, w gminie Będków.
Rzeczków od zawsze był osadą rolniczą. Mieszkańcy trudnili się uprawą roli i hodowlą z racji rozległych łąk nad Wolbórką. Podczas II wojny światowej Rzeczków należał do tzw. Generalnego Gubernatorstwa. Po wojnie do powiatu Brzeziny. W latach 60. znaleziono tu miecz wczesnośredniowieczny, który jest cennym zabytkiem muzeum w Tomaszowie Mazowieckim. W latach 1975–1998 miejscowość należała administracyjnie do województwa piotrkowskiego. Obecnie Rzeczków jest drugą pod względem wielkości wsią w gminie Będków.
We wsi istnieje od 1917 roku Ochotnicza Straż Pożarna. W 2001 roku wybudowano garaż na samochód gaśniczy, do którego zakupiono wóz bojowy STAR 244 „Szczepan”. W straży działają dwie młodzieżowe drużyny pożarnicze – męska i żeńska – które odnoszą sukcesy w lokalnych zawodach. W Rzeczkowie przy OSP prężnie działa Koło Gospodyń Wiejskich (KGW).